# Championnat d'Angleterre de football 2017-2018
Navigation
Édition précédente Édition suivante
La saison 2017-2018 de la Premier League est la 119e édition du championnat d'Angleterre de football et la vingt-sixième sous l'appellation Premier League. Le plus haut niveau du football professionnel anglais, organisé par la Football Association Premier League, oppose cette saison vingt clubs en une série de trente-huit rencontres jouées entre le 11 août 2017 et le 13 mai 2018.
Lors de cette saison, le champion défend son titre face à dix-neuf autres équipes dont trois promus de deuxième division.
Cinq places qualificatives pour les compétitions européennes sont attribuées par le biais du championnat : quatre places en Ligue des champions, et une en Ligue Europa. Les deux autres places européennes sont celles du vainqueur de la Coupe d'Angleterre et de la Coupe de la Ligue qui sont qualificatives pour la Ligue Europa. Les trois derniers du championnat sont relégués en deuxième division et sont remplacés par les trois promus de cette même division pour l'édition suivante.
La compétition est remportée par Manchester City, qui décroche son cinquième titre de champion d'Angleterre, le premier depuis 2014.
À noter la modernisation du logo de la Premier League, porté sur les épaules, ainsi que la police des noms et des numéros floqués sur les maillots des joueurs.

## Équipes

### Participants et localisation
| \| Bournemouth Brighton & Hove Burnley Everton Leicester City Liverpool Londres Huddersfield Man. City Man. United Newcastle Southampton Stoke City Swansea City West Brom Watford \| Localisation des clubs engagés dans le championnat. |
| Bournemouth Brighton & Hove Burnley Everton Leicester City Liverpool Londres Huddersfield Man. City Man. United Newcastle Southampton Stoke City Swansea City West Brom Watford                                                           |

| \| Arsenal Chelsea Crystal Palace Tottenham Hotspur West Ham United \| Clubs londoniens. |
| Arsenal Chelsea Crystal Palace Tottenham Hotspur West Ham United                         |

Un total de vingt équipes participent au championnat, dix-sept d'entre elles étant déjà présentes la saison précédente, auxquelles s'ajoutent trois promus de deuxième division que sont Brighton & Hove Albion, Huddersfield Town et Newcastle United qui remplacent les relégués Hull City, Middlesbrough et Sunderland.
La ville de Londres est de loin la plus représentée avec pas moins de cinq clubs participants, soit un quart du total : Arsenal, Chelsea, Crystal Palace, Tottenham et West Ham. Le Nord-Ouest de l’Angleterre est une autre région particulièrement représentée avec les villes de Liverpool et Manchester, chacune abritant deux clubs participant à la compétition : Everton et le Liverpool FC pour l'une, Manchester City et Manchester United pour l'autre, auxquelles s'ajoute Burnley. Les Midlands de l'Ouest sont quant à eux représentés par Stoke City et West Bromwich Albion tandis que le Sud-Est abrite le promu Brighton & Hove Albion et Southampton. L'Est (Watford), les Midlands de l'Est (Leicester City), le Nord-Est (Newcastle United), le Sud-Ouest (Bournemouth) et le Yorkshire-et-Humber (Huddersfield Town) sont les régions représentées par un seul club. Le club gallois de Swansea City prend également part à la compétition.
Parmi ces clubs, six d'entre eux n'ont jamais été relégués depuis la fondation de la Premier League en 1992 : Arsenal, Chelsea, Everton, Liverpool, Manchester United et Tottenham. En dehors de ces clubs-là, seuls deux autres clubs sont présents dans le championnat depuis les années 2000 : Manchester City (2002) et Stoke City (2008).
Légende des couleurs
- Phase de groupes de la Ligue des champions 2017-2018
- Tour de barrages de la Ligue des champions 2017-2018
- Phase de groupes de la Ligue Europa 2017-2018
- Troisième tour de qualification de la Ligue Europa 2017-2018
- Promu de Championship

| Club                   | Se maintient depuis | Budget en M€ | Classement 2016-2017 | Entraîneur             | Depuis | Stade                | Capacité théorique | Ville               |
| ---------------------- | ------------------- | ------------ | -------------------- | ---------------------- | ------ | -------------------- | ------------------ | ------------------- |
| Chelsea FC             | 1989                | 472          | 1er                  | Antonio Conte          | 2016   | Stamford Bridge      | 41 798             | Londres             |
| Tottenham Hotspur      | 1978                | 288          | 2e                   | Mauricio Pochettino    | 2014   | Wembley Stadium      | 90 000             | Londres             |
| Manchester City        | 2002                | 548          | 3e                   | Pep Guardiola          | 2016   | Etihad Stadium       | 55 097             | Manchester          |
| Liverpool FC           | 1962                | 361          | 4e                   | Jürgen Klopp           | 2015   | Anfield              | 54 074             | Liverpool           |
| Arsenal FC             | 1919                | 417          | 5e                   | Arsène Wenger          | 1996   | Emirates Stadium     | 60 272             | Londres             |
| Manchester United      | 1975                | 655          | 6e                   | José Mourinho          | 2016   | Old Trafford         | 75 635             | Manchester          |
| Everton FC             | 1954                | 204          | 7e                   | Sam Allardyce          | 2017   | Goodison Park        | 39 571             | Liverpool           |
| Southampton FC         | 2012                | 157          | 8e                   | Mark Hughes            | 2018   | St Mary's Stadium    | 32 505             | Southampton         |
| AFC Bournemouth        | 2015                | 93           | 9e                   | Eddie Howe             | 2012   | Dean Court           | 11 464             | Bournemouth         |
| West Bromwich Albion   | 2010                | 146          | 10e                  | Darren Moore (intérim) | 2018   | The Hawthorns        | 26 445             | West Bromwich       |
| West Ham United        | 2012                | 212          | 11e                  | David Moyes            | 2017   | Stade olympique      | 60 000             | Londres             |
| Leicester City         | 2014                | 176          | 12e                  | Claude Puel            | 2017   | King Power Stadium   | 36 262             | Leicester           |
| Stoke City             | 2008                | 122          | 13e                  | Paul Lambert           | 2018   | Britannia Stadium    | 27 740             | Stoke-on-Trent      |
| Crystal Palace         | 2013                | 132          | 14e                  | Roy Hodgson            | 2017   | Selhurst Park        | 26 255             | Londres             |
| Swansea City           | 2011                | 181          | 15e                  | Carlos Carvalhal       | 2017   | Liberty Stadium      | 20 827             | Swansea             |
| Burnley FC             | 2016                | 88           | 16e                  | Sean Dyche             | 2012   | Turf Moor            | 21 401             | Burnley             |
| Watford FC             | 2015                | 113          | 17e                  | Javi Gracia            | 2018   | Vicarage Road        | 20 877             | Watford             |
| Newcastle United       | 2017                | 118          | 1er (FLC)            | Rafael Benítez         | 2016   | St James' Park       | 52 405             | Newcastle upon Tyne |
| Brighton & Hove Albion | 2017                | ?            | 2e (FLC)             | Chris Hughton          | 2014   | AMEX Stadium         | 30 750             | Brighton            |
| Huddersfield Town      | 2017                | 135          | 5e (FLC)             | David Wagner           | 2015   | John Smith's Stadium | 24 500             | Huddersfield        |

### Changements d'entraîneur
| Club                 | Entraîneur partant  | Motif du départ     | Date de départ    | Position   | Entraîneur arrivant    | Date d'arrivée    |
| -------------------- | ------------------- | ------------------- | ----------------- | ---------- | ---------------------- | ----------------- |
| Watford FC           | Walter Mazzarri     | Consentement mutuel | 21 mai 2017       | Pré-saison | Marco Silva            | 27 mai 2017       |
| Crystal Palace       | Sam Allardyce       | Démission           | 23 mai 2017       | Pré-saison | Frank de Boer          | 26 juin 2017      |
| Southampton FC       | Claude Puel         | Renvoi              | 14 juin 2017      | Pré-saison | Mauricio Pellegrino    | 23 juin 2017      |
| Crystal Palace       | Frank de Boer       | Renvoi              | 11 septembre 2017 | 19e        | Roy Hodgson            | 12 septembre 2017 |
| Leicester City       | Craig Shakespeare   | Renvoi              | 17 octobre 2017   | 18e        | Claude Puel            | 25 octobre 2017   |
| Everton FC           | Ronald Koeman       | Renvoi              | 23 octobre 2017   | 18e        | Sam Allardyce          | 30 novembre 2017  |
| West Ham United      | Slaven Bilić        | Renvoi              | 6 novembre 2017   | 18e        | David Moyes            | 7 novembre 2017   |
| West Bromwich Albion | Tony Pulis          | Renvoi              | 20 novembre 2017  | 17e        | Alan Pardew            | 29 novembre 2017  |
| Swansea City         | Paul Clement        | Renvoi              | 20 décembre 2017  | 20e        | Carlos Carvalhal       | 28 décembre 2017  |
| Stoke City           | Mark Hughes         | Renvoi              | 6 janvier 2018    | 18e        | Paul Lambert           | 15 janvier 2018   |
| Watford FC           | Marco Silva         | Renvoi              | 21 janvier 2018   | 10e        | Javi Gracia            | 21 janvier 2018   |
| Southampton FC       | Mauricio Pellegrino | Renvoi              | 12 mars 2018      | 17e        | Mark Hughes            | 14 mars 2018      |
| West Bromwich Albion | Alan Pardew         | Renvoi              | 2 avril 2018      | 20e        | Darren Moore (intérim) | 2 avril 2018      |

L'intersaison voit le départ de l'entraîneur de Watford Walter Mazzarri, en désaccord avec ses dirigeants et ayant fini à la dix-septième place la saison précédente, il est remplacé par Marco Silva. Du côté de Crystal Palace, Sam Allardyce démissionne de son poste le 23 mai 2017, étant remplacé par Frank De Boer. Le Français Claude Puel est quant à lui renvoyé de Southampton le 14 juin et remplacé par l'Argentin Mauricio Pellegrino neuf jours plus tard.
Frank de Boer est le premier entraîneur à quitter son poste en cours de saison, étant renvoyé par Crystal Palace au bout de quatre journées de championnat pour autant de défaites le 11 septembre 2017. Il est remplacé le lendemain par Roy Hodgson.
L'entraîneur de Leicester City est quant à lui démis de ses fonctions le 17 octobre alors que le club se trouve relégable à la dix-huitième place, étant remplacé par Claude Puel le 25 octobre.
Il est suivi une semaine plus tard par le Néerlandais Ronald Koeman, renvoyé d'Everton après une défaite 5-2 à domicile contre Arsenal et un mauvais début de championnat ayant amené le club en position de relégable au bout de neuf journées. Il est remplacé par Sam Allardyce le 30 novembre.
Le 6 novembre, l'entraîneur de West Ham United Slaven Bilić est renvoyé alors que le club se trouve dix-huitième au classement, il est remplacé le lendemain par David Moyes.
Tony Pulis devient le cinquième entraîneur renvoyé de la saison le 20 novembre, le club de West Bromwich Albion se séparant de lui alors qu'il se trouve en dix-septième position après douze journées. Alan Pardew est nommé en remplacement le 29 novembre. Il est à son tour limogé le 2 avril 2018 alors que le club se trouve lanterne rouge du championnat avec dix points de retard sur le premier non-relégable, Darren Moore assure par la suite l'intérim jusqu'à la fin de la saison.
Swansea City se sépare de son entraîneur Paul Clement le 20 décembre alors que le club se trouve à la dernière place. Il est remplacé une semaine plus tard par le Portugais Carlos Carvalhal.
Mark Hughes de Stoke City, présent au club depuis mai 2013, est licencié le 6 janvier 2018 alors que l'équipe est classée dix-huitième du championnat. Il est remplacé par Paul Lambert le 15 janvier.
Arrivé durant l'été, l'entraîneur de Watford Marco Silva est renvoyé durant la mi-janvier malgré une dixième place au classement mais des résultats décevants depuis le mois de novembre, qui avait vu Silva être approché par Everton pour le poste vacant d'entraîneur, qui a causé selon le club une « détérioration significative des résultats » et de l'engagement de son entraîneur, mettant en péril son avenir à long terme,. Il est remplacé le jour-même par Javi Gracia.
Mauricio Pellegrino de Southampton est quant à lui renvoyé durant le mois de mars alors que le club se trouve dix-septième du championnat avec un point d'avance sur la zone des relégables. Il est remplacé par Mark Hughes deux jours plus tard.

## Classement et résultats

### Règlement
Les équipes sont classées selon leur nombre de points, lesquels sont répartis comme suit : trois points pour une victoire, un point pour un match nul et zéro point pour une défaite. Pour départager les égalités, les critères suivants sont utilisés :
1. Différence de buts générale
2. Nombre de buts marqués

Si ces critères ne permettent pas de départager les équipes à égalité, celles-ci occupent la même place au classement officiel. Si deux équipes sont à égalité parfaite au terme du championnat et que le titre de champion, la qualification à une compétition européenne ou la relégation sont en jeu, les deux équipes doivent se départager au cours d'un ou plusieurs matchs d'appui disputés sur terrain neutre.

### Classement
| Rang | Équipe                   | Pts | J  | G  | N  | P  | Bp  | Bc | Diff |
| ---- | ------------------------ | --- | -- | -- | -- | -- | --- | -- | ---- |
| 1    | Manchester City L        | 100 | 38 | 32 | 4  | 2  | 106 | 27 | +79  |
| 2    | Manchester United        | 81  | 38 | 25 | 6  | 7  | 68  | 28 | +40  |
| 3    | Tottenham Hotspur        | 77  | 38 | 23 | 8  | 7  | 74  | 36 | +38  |
| 4    | Liverpool FC             | 75  | 38 | 21 | 12 | 5  | 84  | 38 | +46  |
| 5    | Chelsea FC T C           | 70  | 38 | 21 | 7  | 10 | 62  | 38 | +24  |
| 6    | Arsenal FC S             | 63  | 38 | 19 | 6  | 13 | 74  | 51 | +23  |
| 7    | Burnley FC               | 54  | 38 | 14 | 12 | 12 | 36  | 39 | -3   |
| 8    | Everton FC               | 49  | 38 | 13 | 10 | 15 | 44  | 58 | -14  |
| 9    | Leicester City           | 47  | 38 | 12 | 11 | 15 | 56  | 60 | -4   |
| 10   | Newcastle United P       | 44  | 38 | 12 | 8  | 18 | 39  | 47 | -8   |
| 11   | Crystal Palace           | 44  | 38 | 11 | 11 | 16 | 45  | 55 | -10  |
| 12   | AFC Bournemouth          | 44  | 38 | 11 | 11 | 16 | 45  | 61 | -16  |
| 13   | West Ham United          | 42  | 38 | 10 | 12 | 16 | 48  | 68 | -20  |
| 14   | Watford FC               | 41  | 38 | 11 | 8  | 19 | 44  | 64 | -20  |
| 15   | Brighton & Hove Albion P | 40  | 38 | 9  | 13 | 16 | 34  | 54 | -20  |
| 16   | Huddersfield Town P      | 37  | 38 | 9  | 10 | 19 | 28  | 58 | -30  |
| 17   | Southampton FC           | 36  | 38 | 7  | 15 | 16 | 37  | 56 | -19  |
| 18   | Swansea City             | 33  | 38 | 8  | 9  | 21 | 28  | 56 | -28  |
| 19   | Stoke City               | 33  | 38 | 7  | 12 | 19 | 35  | 68 | -33  |
| 20   | West Bromwich Albion     | 31  | 38 | 6  | 13 | 19 | 31  | 56 | -25  |

Qualifications européennes
Ligue des champions 2018-2019
- 1er à 4e : phase de groupes

Ligue Europa 2018-2019
- 5e et 6e : phase de groupes
- 7e : deuxième tour de qualification

Relégation
- 18e à 20e : relégation en Championship

Abréviations
T  : tenant du titre

C : vainqueur de la Coupe d'Angleterre

L : vainqueur de la Coupe de la Ligue

S : vainqueur du Community Shield

P : Promus de Championship

### Leader par journée
La frise suivante montre l'évolution des équipes ayant successivement occupé la première place :

### Lanterne rouge par journée
La frise suivante montre l'évolution des équipes ayant successivement occupé la dernière place :

### Résultats
Le tableau suivant récapitule les résultats « aller » et « retour » du championnat :
| Résultats (▼dom., ►ext.)                                   | ARS | BOU | BHA | BUR | CHE | CPA | EVE | HUD | LEI | LIV | MCI | MUN | NEW | SOU | STO | SWA | TOT | WAT | WBA | WHU |
| Arsenal FC                                                 |     | 3-0 | 2-0 | 5-0 | 2-2 | 4-1 | 5-1 | 5-0 | 4-3 | 3-3 | 0-3 | 1-3 | 1-0 | 3-2 | 3-0 | 2-1 | 2-0 | 3-0 | 2-0 | 4-1 |
| AFC Bournemouth                                            | 2-1 |     | 2-1 | 1-2 | 0-1 | 2-2 | 2-1 | 4-0 | 0-0 | 0-4 | 1-2 | 0-2 | 2-2 | 1-1 | 2-1 | 1-0 | 1-4 | 0-2 | 1-2 | 3-3 |
| Brighton & Hove Albion                                     | 2-1 | 2-2 |     | 0-0 | 0-4 | 0-0 | 1-1 | 1-1 | 0-2 | 1-5 | 0-2 | 1-0 | 1-0 | 1-1 | 2-2 | 4-1 | 1-1 | 1-0 | 3-1 | 3-1 |
| Burnley FC                                                 | 0-1 | 1-2 | 0-0 |     | 1-2 | 1-0 | 2-1 | 0-0 | 2-1 | 1-2 | 1-1 | 0-1 | 1-0 | 1-1 | 1-0 | 2-0 | 0-3 | 1-0 | 0-1 | 1-1 |
| Chelsea FC                                                 | 0-0 | 0-3 | 2-0 | 2-3 |     | 2-1 | 2-0 | 1-1 | 0-0 | 1-0 | 0-1 | 1-0 | 3-1 | 1-0 | 5-0 | 1-0 | 1-3 | 4-2 | 3-0 | 1-1 |
| Crystal Palace                                             | 2-3 | 2-2 | 3-2 | 1-0 | 2-1 |     | 2-2 | 0-3 | 5-0 | 1-2 | 0-0 | 2-3 | 1-1 | 0-1 | 2-1 | 0-2 | 0-1 | 2-1 | 2-0 | 2-2 |
| Everton FC                                                 | 2-5 | 2-1 | 2-0 | 0-1 | 0-0 | 3-1 |     | 2-0 | 2-1 | 0-0 | 1-3 | 0-2 | 1-0 | 1-1 | 1-0 | 3-1 | 0-3 | 3-2 | 1-1 | 4-0 |
| Huddersfield Town                                          | 0-1 | 4-1 | 2-0 | 0-0 | 1-3 | 0-2 | 0-2 |     | 1-1 | 0-3 | 1-2 | 2-1 | 1-0 | 0-0 | 1-1 | 0-0 | 0-4 | 1-0 | 1-0 | 1-4 |
| Leicester City                                             | 3-1 | 1-1 | 2-0 | 1-0 | 1-2 | 0-3 | 2-0 | 3-0 |     | 2-3 | 0-2 | 2-2 | 1-2 | 0-0 | 1-1 | 1-1 | 2-1 | 2-0 | 1-1 | 0-2 |
| Liverpool FC                                               | 4-0 | 3-0 | 4-0 | 1-1 | 1-1 | 1-0 | 1-1 | 3-0 | 2-1 |     | 4-3 | 0-0 | 2-0 | 3-0 | 0-0 | 5-0 | 2-2 | 5-0 | 0-0 | 4-1 |
| Manchester City                                            | 3-1 | 4-0 | 3-1 | 3-0 | 1-0 | 5-0 | 1-1 | 0-0 | 5-1 | 5-0 |     | 2-3 | 3-1 | 2-1 | 7-2 | 5-0 | 4-1 | 3-1 | 3-0 | 2-1 |
| Manchester United                                          | 2-1 | 1-0 | 1-0 | 2-2 | 2-1 | 4-0 | 4-0 | 2-0 | 2-0 | 2-1 | 1-2 |     | 4-1 | 0-0 | 3-0 | 2-0 | 1-0 | 1-0 | 0-1 | 4-0 |
| Newcastle United                                           | 2-1 | 0-1 | 0-0 | 1-1 | 3-0 | 1-0 | 0-1 | 1-0 | 2-3 | 1-1 | 0-1 | 1-0 |     | 3-0 | 2-1 | 1-1 | 0-2 | 0-3 | 0-1 | 3-0 |
| Southampton FC                                             | 1-1 | 2-1 | 1-1 | 0-1 | 2-3 | 1-2 | 4-1 | 1-1 | 1-4 | 0-2 | 0-1 | 0-1 | 2-2 |     | 0-0 | 0-0 | 1-1 | 0-2 | 1-0 | 3-2 |
| Stoke City                                                 | 1-0 | 1-2 | 1-1 | 1-1 | 0-4 | 1-2 | 1-2 | 2-0 | 2-2 | 0-3 | 0-2 | 2-2 | 0-1 | 2-1 |     | 2-1 | 1-2 | 0-0 | 3-1 | 0-3 |
| Swansea City                                               | 3-1 | 0-0 | 0-1 | 1-0 | 0-1 | 1-1 | 1-1 | 2-0 | 1-2 | 1-0 | 0-4 | 0-4 | 0-1 | 0-1 | 1-2 |     | 0-2 | 1-2 | 1-0 | 4-1 |
| Tottenham Hotspur                                          | 1-0 | 1-0 | 2-0 | 1-1 | 1-2 | 1-0 | 4-0 | 2-0 | 5-4 | 4-1 | 1-3 | 2-0 | 1-0 | 5-2 | 5-1 | 0-0 |     | 2-0 | 1-1 | 1-1 |
| Watford FC                                                 | 2-1 | 2-2 | 0-0 | 1-2 | 4-1 | 0-0 | 1-0 | 1-4 | 2-1 | 3-3 | 0-6 | 2-4 | 2-1 | 2-2 | 0-1 | 1-2 | 1-1 |     | 1-0 | 2-0 |
| West Brom                                                  | 1-1 | 1-0 | 2-0 | 1-2 | 0-4 | 0-0 | 0-0 | 1-2 | 1-4 | 2-2 | 2-3 | 1-2 | 2-2 | 2-3 | 1-1 | 1-1 | 1-0 | 2-2 |     | 0-0 |
| West Ham United                                            | 0-0 | 1-1 | 0-3 | 0-3 | 1-0 | 1-1 | 3-1 | 2-0 | 1-1 | 1-4 | 1-4 | 0-0 | 2-3 | 3-0 | 1-1 | 1-0 | 2-3 | 2-0 | 2-1 |     |
| - Victoire à domicile - Match nul - Victoire à l'extérieur |     |     |     |     |     |     |     |     |     |     |     |     |     |     |     |     |     |     |     |     |

### Domicile et extérieur
| Rang | Équipe                 | Pts | J  | G  | N | P  | Bp | Bc | Diff |
| ---- | ---------------------- | --- | -- | -- | - | -- | -- | -- | ---- |
| 1    | Manchester City        | 50  | 19 | 16 | 2 | 1  | 61 | 14 | +47  |
| 2    | Arsenal FC             | 47  | 19 | 15 | 2 | 2  | 54 | 20 | +34  |
| 3    | Manchester United      | 47  | 19 | 15 | 2 | 2  | 38 | 9  | +29  |
| 4    | Liverpool FC           | 43  | 19 | 12 | 7 | 0  | 45 | 10 | +35  |
| 5    | Tottenham Hotspur      | 43  | 19 | 13 | 4 | 2  | 40 | 16 | +24  |
| 6    | Chelsea FC             | 37  | 19 | 11 | 4 | 4  | 30 | 16 | +14  |
| 7    | Everton FC             | 34  | 19 | 10 | 4 | 5  | 28 | 22 | +6   |
| 8    | Brighton & Hove Albion | 29  | 19 | 7  | 8 | 4  | 24 | 25 | -1   |
| 9    | Newcastle United       | 28  | 19 | 8  | 4 | 7  | 21 | 17 | +4   |
| 10   | Leicester City         | 27  | 19 | 7  | 6 | 6  | 25 | 22 | +3   |
| 11   | West Ham United        | 27  | 19 | 7  | 6 | 6  | 24 | 26 | -2   |
| 12   | Watford FC             | 27  | 19 | 7  | 6 | 6  | 27 | 31 | -4   |
| 13   | Crystal Palace         | 26  | 19 | 7  | 5 | 7  | 29 | 27 | +2   |
| 14   | Burnley FC             | 26  | 19 | 7  | 5 | 7  | 16 | 17 | -1   |
| 15   | AFC Bournemouth        | 26  | 19 | 7  | 5 | 7  | 26 | 30 | -4   |
| 16   | Huddersfield Town      | 23  | 19 | 6  | 5 | 8  | 16 | 25 | -9   |
| 17   | Swansea City           | 21  | 19 | 6  | 3 | 10 | 17 | 24 | -7   |
| 18   | Stoke City             | 20  | 19 | 5  | 5 | 9  | 20 | 30 | -10  |
| 19   | Southampton FC         | 19  | 19 | 4  | 7 | 8  | 20 | 26 | -6   |
| 20   | West Bromwich Albion   | 18  | 19 | 3  | 9 | 7  | 21 | 29 | -8   |

| Rang | Équipe                 | Pts | J  | G  | N | P  | Bp | Bc | Diff |
| ---- | ---------------------- | --- | -- | -- | - | -- | -- | -- | ---- |
| 1    | Manchester City        | 50  | 19 | 16 | 2 | 1  | 45 | 13 | +32  |
| 2    | Tottenham Hotspur      | 34  | 19 | 10 | 4 | 5  | 34 | 20 | +14  |
| 3    | Manchester United      | 34  | 19 | 10 | 4 | 5  | 30 | 19 | +11  |
| 4    | Chelsea FC             | 33  | 19 | 10 | 3 | 6  | 32 | 22 | +10  |
| 5    | Liverpool FC           | 32  | 19 | 9  | 5 | 5  | 39 | 28 | +11  |
| 6    | Burnley FC             | 28  | 19 | 7  | 7 | 5  | 20 | 22 | -2   |
| 7    | Leicester City         | 20  | 19 | 5  | 5 | 9  | 31 | 38 | -7   |
| 8    | AFC Bournemouth        | 18  | 19 | 4  | 6 | 9  | 19 | 31 | -12  |
| 9    | Crystal Palace         | 18  | 19 | 4  | 6 | 9  | 16 | 28 | -12  |
| 10   | Southampton FC         | 17  | 19 | 3  | 8 | 8  | 17 | 30 | -13  |
| 11   | Arsenal FC             | 16  | 19 | 4  | 4 | 11 | 20 | 31 | -11  |
| 12   | Newcastle United       | 16  | 19 | 4  | 4 | 11 | 18 | 30 | -12  |
| 13   | West Ham United        | 15  | 19 | 3  | 6 | 10 | 24 | 42 | -18  |
| 14   | Everton FC             | 15  | 19 | 3  | 6 | 10 | 16 | 36 | -20  |
| 15   | Watford FC             | 14  | 19 | 4  | 2 | 13 | 17 | 33 | -16  |
| 16   | Huddersfield Town      | 14  | 19 | 3  | 5 | 11 | 12 | 33 | -21  |
| 17   | West Bromwich Albion   | 13  | 19 | 3  | 4 | 12 | 10 | 27 | -17  |
| 18   | Stoke City             | 13  | 19 | 2  | 7 | 10 | 15 | 38 | -23  |
| 19   | Swansea City           | 12  | 19 | 2  | 6 | 11 | 11 | 32 | -21  |
| 20   | Brighton & Hove Albion | 11  | 19 | 2  | 5 | 12 | 10 | 29 | -19  |

## Statistiques

### Évolution du classement
Le tableau suivant récapitule le classement au terme de chacune des journées définies par le calendrier officiel, les matchs joués en retard sont pris en compte la journée suivante.
| Journées →     | 1  | 2  | 3  | 4  | 5  | 6  | 7  | 8  | 9  | 10 | 11 | 12 | 13 | 14 | 15 | 16 | 17 | 18 | 19 | 20 | 21 | 22 | 23 | 24 | 25 | 26 | 27 | 28 | 29 | 30 | 31 | 32 | 33 | 34 | 35 | 36 | 37 | 38 | En tête | Relégable |
| -------------- | -- | -- | -- | -- | -- | -- | -- | -- | -- | -- | -- | -- | -- | -- | -- | -- | -- | -- | -- | -- | -- | -- | -- | -- | -- | -- | -- | -- | -- | -- | -- | -- | -- | -- | -- | -- | -- | -- | ------- | --------- |
| Arsenal        | 5  | 11 | 16 | 11 | 12 | 7  | 5  | 6  | 5  | 5  | 6  | 6  | 4  | 4  | 5  | 5  | 7  | 5  | 6  | 6  | 5  | 6  | 6  | 6  | 6  | 6  | 6  | 6  | 6  | 6  | 6  | 6  | 6  | 6  | 6  | 6  | 6  | 6  |         |           |
| Bournemouth    | 16 | 17 | 18 | 19 | 19 | 19 | 19 | 19 | 19 | 19 | 17 | 13 | 13 | 15 | 14 | 14 | 14 | 16 | 18 | 18 | 14 | 15 | 13 | 12 | 10 | 9  | 10 | 11 | 12 | 12 | 10 | 10 | 11 | 11 | 11 | 12 | 12 | 12 |         | 10        |
| Brighton       | 17 | 19 | 17 | 14 | 16 | 13 | 14 | 15 | 12 | 12 | 8  | 9  | 9  | 10 | 12 | 13 | 13 | 13 | 12 | 12 | 12 | 12 | 16 | 16 | 15 | 13 | 14 | 12 | 10 | 11 | 12 | 13 | 13 | 13 | 13 | 14 | 14 | 15 |         | 1         |
| Burnley        | 6  | 13 | 10 | 7  | 7  | 9  | 6  | 7  | 8  | 7  | 7  | 7  | 7  | 6  | 7  | 7  | 6  | 6  | 7  | 7  | 7  | 7  | 7  | 8  | 7  | 7  | 7  | 7  | 7  | 7  | 7  | 7  | 7  | 7  | 7  | 7  | 7  | 7  |         |           |
| Chelsea        | 14 | 12 | 6  | 3  | 3  | 3  | 4  | 5  | 4  | 4  | 4  | 3  | 3  | 3  | 3  | 3  | 3  | 3  | 3  | 3  | 2  | 3  | 4  | 3  | 4  | 4  | 4  | 5  | 5  | 5  | 5  | 5  | 5  | 5  | 5  | 5  | 5  | 5  |         |           |
| Crystal Palace | 19 | 18 | 19 | 20 | 20 | 20 | 20 | 20 | 20 | 20 | 20 | 20 | 20 | 20 | 19 | 20 | 18 | 14 | 16 | 16 | 17 | 14 | 12 | 13 | 13 | 14 | 15 | 17 | 18 | 18 | 16 | 17 | 17 | 16 | 14 | 11 | 11 | 11 |         | 19        |
| Everton        | 7  | 8  | 12 | 16 | 18 | 14 | 16 | 16 | 18 | 18 | 15 | 16 | 16 | 13 | 10 | 10 | 10 | 9  | 9  | 9  | 9  | 9  | 9  | 9  | 9  | 10 | 9  | 9  | 11 | 9  | 9  | 9  | 9  | 9  | 8  | 8  | 8  | 8  |         | 3         |
| Huddersfield   | 2  | 2  | 3  | 6  | 6  | 8  | 11 | 12 | 11 | 13 | 10 | 11 | 11 | 14 | 16 | 12 | 12 | 11 | 11 | 11 | 11 | 11 | 14 | 14 | 17 | 19 | 17 | 14 | 15 | 15 | 15 | 16 | 16 | 15 | 16 | 16 | 16 | 16 |         | 1         |
| Leicester      | 13 | 9  | 15 | 17 | 15 | 17 | 17 | 18 | 14 | 11 | 12 | 12 | 12 | 9  | 9  | 8  | 8  | 8  | 8  | 8  | 8  | 8  | 8  | 7  | 8  | 8  | 8  | 8  | 8  | 8  | 8  | 8  | 8  | 8  | 9  | 9  | 9  | 9  |         | 1         |
| Liverpool      | 9  | 6  | 2  | 8  | 8  | 5  | 7  | 8  | 9  | 6  | 5  | 5  | 6  | 5  | 4  | 4  | 5  | 4  | 4  | 4  | 4  | 4  | 3  | 4  | 3  | 3  | 3  | 3  | 3  | 4  | 3  | 3  | 3  | 3  | 3  | 3  | 3  | 4  |         |           |
| Man. City      | 3  | 5  | 4  | 2  | 1  | 1  | 1  | 1  | 1  | 1  | 1  | 1  | 1  | 1  | 1  | 1  | 1  | 1  | 1  | 1  | 1  | 1  | 1  | 1  | 1  | 1  | 1  | 1  | 1  | 1  | 1  | 1  | 1  | 1  | 1  | 1  | 1  | 1  | 34      |           |
| Man. United    | 1  | 1  | 1  | 1  | 1  | 2  | 2  | 2  | 2  | 2  | 2  | 2  | 2  | 2  | 2  | 2  | 2  | 2  | 2  | 2  | 3  | 2  | 2  | 2  | 2  | 2  | 2  | 2  | 2  | 2  | 2  | 2  | 2  | 2  | 2  | 2  | 2  | 2  | 5       |           |
| Newcastle      | 18 | 16 | 14 | 10 | 4  | 10 | 9  | 9  | 7  | 9  | 11 | 11 | 14 | 12 | 15 | 16 | 16 | 18 | 15 | 15 | 16 | 13 | 15 | 15 | 14 | 16 | 13 | 15 | 16 | 13 | 13 | 13 | 10 | 10 | 10 | 10 | 10 | 10 |         | 2         |
| Southampton    | 11 | 7  | 8  | 13 | 9  | 11 | 12 | 11 | 10 | 10 | 13 | 14 | 10 | 11 | 11 | 11 | 11 | 12 | 13 | 14 | 13 | 17 | 17 | 18 | 18 | 15 | 18 | 16 | 17 | 17 | 18 | 18 | 18 | 18 | 18 | 18 | 17 | 17 |         | 9         |
| Stoke          | 15 | 14 | 11 | 12 | 13 | 16 | 13 | 17 | 17 | 14 | 14 | 15 | 15 | 16 | 13 | 15 | 15 | 17 | 14 | 13 | 15 | 18 | 18 | 17 | 16 | 18 | 19 | 19 | 19 | 19 | 19 | 19 | 19 | 19 | 19 | 19 | 20 | 19 |         | 15        |
| Swansea        | 12 | 15 | 13 | 15 | 14 | 15 | 18 | 13 | 15 | 17 | 19 | 19 | 19 | 19 | 20 | 19 | 20 | 20 | 20 | 20 | 20 | 20 | 20 | 20 | 19 | 17 | 16 | 18 | 13 | 14 | 14 | 15 | 15 | 17 | 17 | 17 | 18 | 18 |         | 19        |
| Tottenham      | 4  | 10 | 9  | 5  | 5  | 4  | 3  | 3  | 3  | 3  | 3  | 4  | 5  | 7  | 6  | 6  | 4  | 7  | 5  | 5  | 6  | 5  | 5  | 5  | 5  | 5  | 5  | 4  | 4  | 3  | 4  | 4  | 4  | 4  | 4  | 4  | 4  | 3  |         |           |
| Watford        | 10 | 4  | 7  | 4  | 11 | 6  | 8  | 4  | 6  | 8  | 9  | 8  | 8  | 8  | 8  | 9  | 9  | 10 | 10 | 10 | 10 | 10 | 10 | 10 | 11 | 11 | 11 | 10 | 9  | 10 | 11 | 11 | 12 | 12 | 12 | 13 | 13 | 14 |         |           |
| West Brom      | 8  | 3  | 5  | 9  | 10 | 12 | 10 | 10 | 13 | 15 | 16 | 17 | 17 | 17 | 17 | 17 | 17 | 19 | 19 | 19 | 19 | 19 | 19 | 19 | 20 | 20 | 20 | 20 | 20 | 20 | 20 | 20 | 20 | 20 | 20 | 20 | 19 | 20 |         | 22        |
| West Ham       | 20 | 20 | 20 | 18 | 17 | 18 | 15 | 14 | 16 | 16 | 18 | 18 | 18 | 18 | 19 | 18 | 19 | 15 | 17 | 17 | 18 | 16 | 11 | 11 | 12 | 12 | 12 | 13 | 14 | 16 | 17 | 14 | 14 | 14 | 15 | 15 | 15 | 13 |         | 13        |

En gras et italique, équipes comptant au moins un match en retard.
1. ↑  Tottenham Hotspur-West Ham United, match de la 21e journée finalement joué entre la 22e et la 23e journée.
2. ↑  Burnley FC-Chelsea FC, Leicester City-Arsenal FC, Manchester City-Brighton & Hove Albion, Swansea City-Southampton FC, Tottenham Hotspur-Newcastle United et West Ham United-Manchester United, matchs de la 31e journée reportés du fait des quarts de finale de la Coupe d'Angleterre. Le match entre Burnley et Chelsea est rattrapé durant la 35e journée tandis que les autres le sont entre la 37e et la 38e journée.
3. ↑  Chelsea FC-Huddersfield Town, match de la 35e journée reporté du fait des demi-finales de la Coupe d'Angleterre. Rattrapé entre la 37e et la 38e journée.

| Rang | Joueur              | Club                   | Buts |
| ---- | ------------------- | ---------------------- | ---- |
| 1    | Mohamed Salah       | Liverpool FC           | 32   |
| 2    | Harry Kane          | Tottenham Hotspur      | 30   |
| 3    | Sergio Agüero       | Manchester City        | 21   |
| 4    | Jamie Vardy         | Leicester City         | 20   |
| 5    | Raheem Sterling     | Manchester City        | 18   |
| 6    | Romelu Lukaku       | Manchester United      | 16   |
| 7    | Roberto Firmino     | Liverpool FC           | 15   |
| 8    | Alexandre Lacazette | Arsenal FC             | 14   |
| 9    | Gabriel Jesus       | Manchester City        | 12   |
| 9    | Eden Hazard         | Chelsea FC             | 12   |
| 9    | Glen Murray         | Brighton & Hove Albion | 12   |
| 9    | Son Heung-min       | Tottenham Hotspur      | 12   |

| Rang | Joueur             | Club              | Pas. |
| ---- | ------------------ | ----------------- | ---- |
| 1    | Kevin De Bruyne    | Manchester City   | 16   |
| 2    | Leroy Sané         | Manchester City   | 15   |
| 3    | David Silva        | Manchester City   | 11   |
| 3    | Raheem Sterling    | Manchester City   | 11   |
| 5    | Dele Alli          | Tottenham Hotspur | 10   |
| 5    | Christian Eriksen  | Tottenham Hotspur | 10   |
| 5    | Riyad Mahrez       | Leicester CIty    | 10   |
| 5    | Paul Pogba         | Manchester United | 10   |
| 5    | Mohamed Salah      | Liverpool FC      | 10   |
| 10   | Henrikh Mkhitaryan | Arsenal FC        | 9    |

## Récompenses de la saison

### Récompenses annuelles
Le joueur du Liverpool FC Mohamed Salah remporte le titre de Joueur de l'année PFA. Leroy Sané de Manchester City remporte le titre de Jeune joueur de l'année PFA.

#### Équipe-type
Équipe-type de Premier League 2017-2018 de la PFA :
- Gardien :
 David de Gea (Manchester United)
- Défenseurs :
 Kyle Walker (Manchester City)
 Jan Vertonghen (Tottenham Hotspur)
 Nicolás Otamendi (Manchester City)
 Marcos Alonso (Chelsea FC)
- Milieux de terrain :
 David Silva (Manchester City)
 Kevin De Bruyne (Manchester City)
 Christian Eriksen (Tottenham Hotspur)
- Attaquants :
 Harry Kane (Tottenham Hotspur)
 Mohamed Salah (Liverpool FC)
 Sergio Agüero (Manchester City)

### Récompenses mensuelles
Le tableau suivant récapitule les différents vainqueurs des titres honorifiques d'entraîneur et de joueur du mois.
| Mois      | Joueur du mois | Joueur du mois    | Entraîneur du mois | Entraîneur du mois     |
| Mois      | Joueur         | Club              | Entraîneur         | Club                   |
| --------- | -------------- | ----------------- | ------------------ | ---------------------- |
| Août      | Sadio Mané     | Liverpool FC      | David Wagner       | Huddersfield Town      |
| Septembre | Harry Kane     | Tottenham Hotspur | Pep Guardiola      | Manchester City        |
| Octobre   | Leroy Sané     | Manchester City   | Pep Guardiola      | Manchester City        |
| Novembre  | Mohamed Salah  | Liverpool FC      | Pep Guardiola      | Manchester City        |
| Décembre  | Harry Kane     | Tottenham Hotspur | Pep Guardiola      | Manchester City        |
| Janvier   | Sergio Agüero  | Manchester City   | Eddie Howe         | AFC Bournemouth        |
| Février   | Mohamed Salah  | Liverpool FC      | Chris Hughton      | Brighton & Hove Albion |
| Mars      | Mohamed Salah  | Liverpool FC      | Sean Dyche         | Burnley FC             |
| Avril     | Wilfried Zaha  | Crystal Palace    | Darren Moore       | West Bromwich Albion   |